# Elecciones municipales de Tacna de 1986
Las elecciones municipales de Tacna de 1986 se llevaron a cabo el 9 de noviembre de 1986 para elegir al alcalde y al Concejo Provincial de Tacna para el periodo 1987-1989. La elección se celebró simultáneamente con elecciones municipales en todo el país.

## Sistema electoral
La Municipalidad Provincial de Tacna es el órgano administrativo y de gobierno de la provincia de Tacna. Está compuesta por el alcalde y el Concejo Provincial.
La votación del alcalde y el concejo se realiza en base al sufragio universal, que comprende a todos los ciudadanos nacionales mayores de dieciocho años, empadronados y residentes en la provincia de Tacna y en pleno goce de sus derechos políticos, así como a los ciudadanos no nacionales residentes y empadronados en la provincia de Tacna.
El Concejo Provincial de Tacna está compuesto por 19 regidores elegidos por sufragio directo para un período de tres (3) años, en forma conjunta con la elección del alcalde (quien lo preside). La votación es por lista cerrada y bloqueada. Se asigna a la lista ganadora los escaños según el método d'Hondt o la mitad más uno, lo que más le favorezca. Es elegido como alcalde el candidato que ocupe el primer lugar de la lista que haya obtenido la más alta votación.

## Composición del Concejo Provincial de Tacna
La siguiente tabla muestra la composición del Concejo Provincial de Tacna antes de las elecciones.
| Partidos | Partidos                  | Regidores |
| -------- | ------------------------- | --------- |
|          | Partido Aprista Peruano   | 11        |
|          | Izquierda Unida           | 6         |
|          | Acción Popular            | 1         |
|          | Partido Popular Cristiano | 1         |

## Partidos y candidatos
A continuación se muestra una lista de los principales partidos y alianzas electorales que participaron en las elecciones:
| Candidatura | Candidatura | Partidos y alianzas | Candidatos | Candidatos               | Ideología                                             | Resultado previo | Resultado previo | Ref. |
| Candidatura | Candidatura | Partidos y alianzas | Candidatos | Candidatos               | Ideología                                             | Votos (%)        | Reg.             | Ref. |
| ----------- | ----------- | --- | ---------- | ------------------------ | ----------------------------------------------------- | ---------------- | ---------------- | ---- |
|             | APRA        | Lista - Partido Aprista Peruano (APRA) |            | Carlos Hurtado Chiang    | Aprismo                                               | 39.39%           | 11               |      |
|             | IU          | Lista - Izquierda Unida (IU) – Unión de Izquierda Revolucionaria (UNIR) – Partido Unificado Mariateguista (PUM) – Partido Socialista Revolucionario (PSR) – Partido Comunista Revolucionario (PCR) – Partido Comunista Peruano (PCP) – Frente Obrero Campesino Estudiantil y Popular (FOCEP) |            | Jesús Suárez Berenguela  | Marxismo-leninismo Socialismo Comunismo               | 37.14%           | 6                |      |
|             | PPC         | Lista - Partido Popular Cristiano (PPC) |            | Tito Chocano Olivera     | Conservadurismo social Humanismo Democracia cristiana | 5.51%            | 1                |      |
|             | FNTC        | Lista - Frente Nacional de Trabajadores y Campesinos (FNTC) |            | Jesús Alarcón Eyzaguirre | Nacionalismo de izquierda Tahuantinsuyismo            | 3.49%            | 0                |      |

## Resultados

### Sumario general
|                        |                                                     |              |              |              |           |           |
| Partidos y coaliciones | Partidos y coaliciones                              | Voto popular | Voto popular | Voto popular | Regidores | Regidores |
| Partidos y coaliciones | Partidos y coaliciones                              | Votos        | %            | +/−          | Total     | +/−       |
|                        | Partido Popular Cristiano (PPC)                     | 19,212       | 37.54        | +32.03       | 11        | +10       |
|                        | Partido Aprista Peruano (APRA)                      | 18,749       | 36.64        | –2.75        | 5         | –6        |
|                        | Izquierda Unida (IU)                                | 12,073       | 23.59        | –13.55       | 3         | –3        |
|                        | Frente Nacional de Trabajadores y Campesinos (FNTC) | 1,142        | 2.23         | –1.26        | 0         | ±0        |
|                        |                                                     |              |              |              |           |           |
| Total                  | Total                                               | 51,176       |              |              | 19        | ±0        |
|                        |                                                     |              |              |              |           |           |
| Votos válidos          | Votos válidos                                       | 51,176       | 100.00       | +13.44       |           |           |
| Votos en blanco        | Votos en blanco                                     | 0            | 0.00         | –1.91        |           |           |
| Votos nulos            | Votos nulos                                         | 0            | 0.00         | –11.53       |           |           |
| Votos emitidos         | Votos emitidos                                      | 51,176       | 73.97        | +10.67       |           |           |
| Abstenciones           | Abstenciones                                        | 18,012       | 26.03        | –10.67       |           |           |
| Votantes registrados   | Votantes registrados                                | 69,188       |              |              |           |           |
|                        |                                                     |              |              |              |           |           |
| Fuente:                |                                                     |              |              |              |           |           |

### Concejo Provincial de Tacna
| Cargo                        | Autoridad electa                  | Partido político | Partido político          |
| ---------------------------- | --------------------------------- | ---------------- | ------------------------- |
| Alcalde Provincial de Tacna  | Tito Chocano Olivera              |                  | Partido Popular Cristiano |
| Regidor Provincial de Tacna  | Francisco Peñaloza Riega          |                  | Partido Popular Cristiano |
| Regidora Provincial de Tacna | Gertrudis Céspedes Quelopana      |                  | Partido Popular Cristiano |
| Regidor Provincial de Tacna  | Luis Veliz La Vera                |                  | Partido Popular Cristiano |
| Regidor Provincial de Tacna  | Ángel Linares Aizcorbe            |                  | Partido Popular Cristiano |
| Regidora Provincial de Tacna | Yolanda Contreras Vda. de Cáceres |                  | Partido Popular Cristiano |
| Regidor Provincial de Tacna  | Jorge Palomino Heredia            |                  | Partido Popular Cristiano |
| Regidor Provincial de Tacna  | Santiago Sologuren Cervantes      |                  | Partido Popular Cristiano |
| Regidor Provincial de Tacna  | David Ortega Garnica              |                  | Partido Popular Cristiano |
| Regidor Provincial de Tacna  | Juan Chávez Delgado               |                  | Partido Popular Cristiano |
| Regidor Provincial de Tacna  | Armando Benavides García          |                  | Partido Popular Cristiano |
| Regidor Provincial de Tacna  | Leopoldo Mayer Gómez              |                  | Partido Popular Cristiano |
| Regidora Provincial de Tacna | Martha Contreras Robledo          |                  | Partido Aprista Peruano   |
| Regidor Provincial de Tacna  | Santiago Terrazas Solórzano       |                  | Partido Aprista Peruano   |
| Regidor Provincial de Tacna  | George García Moya                |                  | Partido Aprista Peruano   |
| Regidor Provincial de Tacna  | Juan Quispe Aucca                 |                  | Partido Aprista Peruano   |
| Regidor Provincial de Tacna  | Luis Ramos García                 |                  | Partido Aprista Peruano   |
| Regidor Provincial de Tacna  | Raúl Eyzaguirre Valdez            |                  | Izquierda Unida           |
| Regidor Provincial de Tacna  | Carlos Ticona Ponce               |                  | Izquierda Unida           |
| Regidor Provincial de Tacna  | Juvenal Ordóñez Salazar           |                  | Izquierda Unida           |

## Elecciones municipales distritales

### Resultados por distrito
La siguiente tabla enumera el control de los distritos de la provincia de Tacna. El cambio de mando de una organización política se resalta del color de ese partido.
| Distrito           | Alcalde(sa) titular         | Partido político | Partido político                | Alcalde(sa) electo(a)        | Partido político | Partido político          |
| ------------------ | --------------------------- | ---------------- | ------------------------------- | ---------------------------- | ---------------- | ------------------------- |
| Alto de la Alianza | Jacinto Gómez Mamani        |                  | Izquierda Unida                 | Baltazar Torres Calumani     |                  | Partido Aprista Peruano   |
| Calana             | Raúl Velásquez Quispe       |                  | Partido de Integración Nacional | Lucas Gonzales Menendez      |                  | Partido Aprista Peruano   |
| Ilabaya            | Santiago Terrazas Solórzano |                  | Partido Aprista Peruano         | Jorge Eyzaguirre Martínez    |                  | Partido Aprista Peruano   |
| Inclán             | Tito Chocano Olivera        |                  | Partido Popular Cristiano       | Tomás Yacub Torres           |                  | Partido Aprista Peruano   |
| Ite                | Idelfonso Málaga Lira       |                  | Acción Popular                  | Edmundo Talavera Delgado     |                  | Partido Aprista Peruano   |
| Locumba            | Aquilino Lévano Herrera     |                  | Acción Popular                  | Rubén Saira Juárez           |                  | Partido Aprista Peruano   |
| Pachía             | Pedro Valdez Vildoso        |                  | Partido Popular Cristiano       | Leonel Rejas Ríos            |                  | Partido Popular Cristiano |
| Palca              | Víctor Melchor Ayca         |                  | Acción Popular                  | Alejandro Cohaila Villanueva |                  | Partido Aprista Peruano   |
| Pocollay           | Epifanio Chipana Torres     |                  | Izquierda Unida                 | Alfonso Morales Garate       |                  | Partido Aprista Peruano   |
| Sama               | Wilson Bertolotto Ticona    |                  | Partido Popular Cristiano       | Wilson Mendoza Pacheco       |                  | Partido Aprista Peruano   |